# تیم دوچرخه‌سواری ایگنیس
تیم دوچرخه‌سواری ایگنیس (انگلیسی: Ignis) یک تیم دوچرخه‌سواری در کشور ایتالیا بوده.
این تیم در سال ۱۹۵۵ تأسیس و در سال ۱۹۶۸ منحل شده‌است، تیم ایگنیس در سال ۱۹۶۰ در بخش تیمی جیرو دیتالیا به مقام قهرمانی دست پیدا کرده‌است.